# Schefflenz (Jagst)
Die Schefflenz ist ein rechter Nebenfluss der Jagst im Norden Baden-Württembergs. Auf ihrem etwas über 24 Kilometer langen Lauf nach ungefähr Südsüdwesten durchquert sie den Neckar-Odenwald-Kreis und den Landkreis Heilbronn.

## Name
Das Gewässer wird 1338 als Schevelintz erstmals urkundlich erwähnt. Der gleichnamige Ort Schefflenz erscheint schon im Jahr 774 als Scaflenze in den schriftlichen Aufzeichnungen. Der Name könnte als -nt-Ableitung zum indogermanischen Verb *(s)kep-/ „hacken, hauen, schneiden, spalten“ gedeutet werden.

## Geographie

### Verlauf

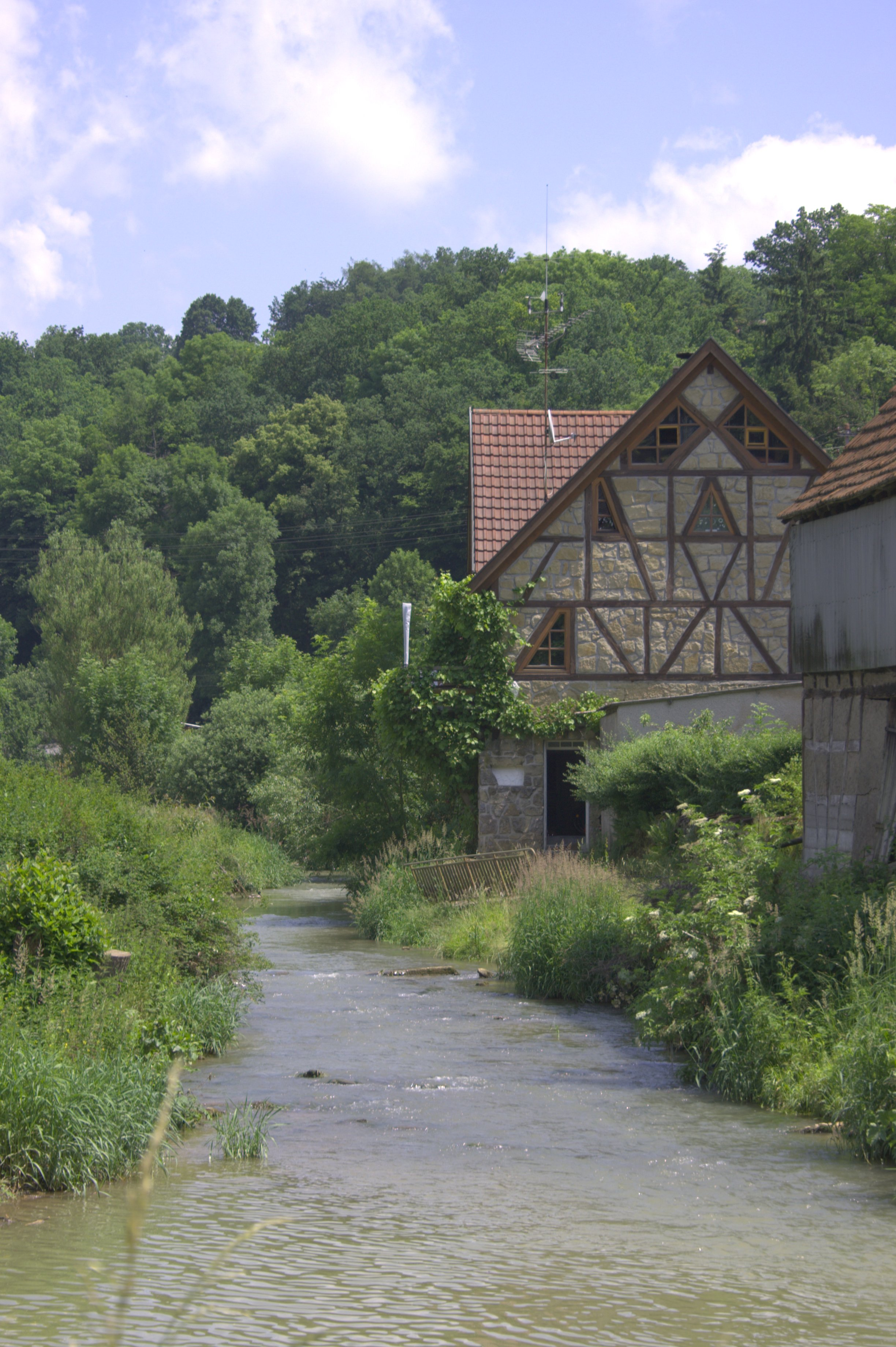
Die Schefflenz in Allfeld

Die Schefflenz entspringt unmittelbar nördlich von Großeicholzheim (Gemeinde Seckach) auf etwa 328 m ü. NHN und fließt danach in südliche Richtung.
Sie durchquert nacheinander die Ortsteile der nach ihr benannten Gemeinde Schefflenz, nämlich Kleineicholzheim, Ober-, Mittel- und Unterschefflenz. Anschließend durchfließt sie die Billigheimer Ortsteile Katzental, Billigheim und Allfeld, wo von rechts der längste Zufluss Sulzbach einmündet. Im Unterlauf nach Südwesten gewandt, ist sie dort die Stadtgrenze zwischen Neudenau und Gundelsheim.
Die Schefflenz läuft in diesem Bereich durch ein idyllisches Wiesental, dessen Hänge beiderseits von Wäldern bestanden sind. Nördlich von Untergriesheim mündet sie auf 151 m ü. NHN als letzter bedeutenderer Nebenfluss in den Unterlauf der Jagst. Geologisch gesehen verläuft die Schefflenz in den Schichten des Muschelkalks.
Der 24.289 km lange Lauf der Schefflenz endet ungefähr 177 Höhenmeter unterhalb ihrer Quelle, sie hat somit ein mittleres Sohlgefälle von circa  7,3 ‰.

### Einzugsgebiet
Das Einzugsgebiet der Schefflenz umfasst etwa 97 km². Obwohl ein nur wenige Kilometer breiter Streifen entlang dem Lauf, ist der Bach an ihm gemessen nach der Seckach und dem Erlenbach und vor der Kessach einer der vier großen Zuflüsse der Jagst an deren Unterlauf, insgesamt der viertgrößte. Im Westen wird das Einzugsgebiet von dem der Elz begrenzt, im Norden und Osten von dem der Seckach. Einziger Zufluss von (mit Oberlauf) mehr als 5 km Länge ist der Sulzbach in Allfeld. Am dortigen Pegel beträgt der mittlere Abfluss der Schefflenz 0,53 m³/s bei einem Einzugsgebiet von 60 km². Zum Einzugsgebiet gehören außer den direkt am Fluss liegenden Orten noch die Dörfer Sulzbach, Waldmühlbach (beide Gemeinde Billigheim) sowie großenteils Höchstberg (Gemeinde Gundelsheim).
Mit knapp 392 m ü. NHN erreicht das oberirdische Einzugsgebiet seine größte Höhe an der nördlichen Wasserscheide im Spitzenwald nördlich von Großeicholzheim.

### Zuflüsse
Liste der direkten Zuflüsse,  Seen und  Hochwasserrückhaltebecken von der Quelle zur Mündung. Belege für die Angaben, wo dieser schon besteht, im jeweiligen Artikel, sonst Gewässerlänge, Seefläche, Einzugsgebiet und Höhe nach den entsprechenden Layern auf der Onlinekarte der LUBW. Andere Quellen für die Angaben sind vermerkt.
Auswahl.
- Götzenbrunnen, von zuletzt links und Nordwesten in Seckach-Großeicholzheim, 0,4 km. Quert kurz vor der Mündung verdolt die Schefflenz.
- Passiert einen Teich rechts am Lauf zwischen Groß- und Kleineicholzheim, 0,5 [LUBW 5]
- Eberbach, von rechts und Nordwesten in Schefflenz-Kleineicholzheim, 2,5 km
- Frankenbach, von links und Nordosten vor Schefflenz-Oberschefflenz, 0,8 km
- Durchfließt das 2002 erbaute Hochwasserrückhaltebecken Zehnwiesen vor dem oberen Ortsrand von Oberschefflenz mit 5,9 m hohem Erddamm und 48.000 m³ Rückhaltevolumen, die gesteuert abfließen. Kein Dauereinstau.[LUBW 7]
- Weihergraben, von rechts und Nordnordwesten in Oberschefflenz, 0,8 km (Unterlauf im Dorf verdolt)
- Auebächlein, von rechts und Nordnordwesten in Oberschefflenz, 3,0 km und 3,2 km²
- (Bach aus der Grünegerten-Klinge), von links und Osten zwischen Ober- und Mittelschefflenz, ca. 0,6 km[LUBW 8]
- Durchfließt das 2004 erbaute Hochwasserrückhaltebecken Zehnwiesen vor dem oberen Ortsrand von Mittelschefflenz mit 7 m hohem Erddamm und 42.700 m³ Rückhaltevolumen, die gesteuert abfließen. Kein Dauereinstau.[LUBW 7]
- Safferackergraben, von rechts am Ortseingang von Schefflenz-Mittelschefflenz, 0,6 km
- Kertelgraben, von links und Ostnordosten in Mittelschefflenz, 2,8 km und 3,5 km²
- Hoheweidenbach, von rechts und Nordosten auf 263,9 m ü. NHN[LUBW 2] zwischen Mittelschefflenz und Schefflenz-Unterschefflenz, 1,3 km und 1,4 km²
- Schmalwiesengraben, von rechts und Nordwesten in Unterschefflenz, 1,4 km und 1,7 km²
- (Bach aus der Roigheimer Klinge), von links und Osten in Unterschefflenz, 1,3 km
- Apfelbach, von rechts und Nordwesten nach Unterschefflenz, 0,7 km
- Kelchwaldgraben, von rechts und Norden, 0,5 km. Auengraben.
- Durchfließt das 2006 erbaute Hochwasserrückhaltebecken Oberes Wiesental  vor dem oberen Ortsrand von Katzental mit 8,4 m hohem Erddamm und 164.000 m³ Rückhaltevolumen, die gesteuert abfließen. Kein Dauereinstau.[LUBW 7]
- (Bach aus der Klinge), von rechts und Nordwesten in Billigheim-Katzental, 3,6 km
- Bannholzgraben, von rechts und Nordwesten nach Katzental, 1,2 km
- Schopfengraben, von rechts und Norden, etwa über 0,2 km. Auengraben.
- Wolfsbach, von links und zuletzt Südosten auf 231,4 m ü. NHN[LUBW 2] am Nordrand von Billigheim, 1,3 km und 5,6 km zusammen mit dem rechten Hauptstrang-Oberlauf Mühlbach sowie 16,9 km²
- Mühlkanal Obere Mühle, kurzer linker Teilungslauf, 0,4 km
- Schafsgraben, von rechts und Nordwesten in Billigheim, 1,5 km
- Stuhlwaldgraben, von links und Südosten nach Billigheim, 0,7 km
- (Bach aus der  Kirchklinge), von rechts und Nordwesten, 1,0 km
- (Bach aus der Stuhlklinge), von links und Osten vor Billigheim-Allfeld, 1,2 km
- Sulzbach, von rechts und zuletzt Nordwesten auf ca. 210 m ü. NHN[LUBW 2] in Allfeld, 3,5 km und ca. 6,7 km mitsamt dem offiziellen rechten Oberlauf Moostalbächle sowie 19,3 km².
- (Bach aus der Mergelklinge), von rechts und Westen in Allfeld, 0,6 km
- (Bach aus der Möckmühlergrund), von links und Ostnordosten in Allfeld, 1,1 km
- (Bach aus dem Hoschelwald), von links und Ostnordosten am Südrand von Allfeld, 1,6 km
- (Bach aus der Kisslichklinge), von rechts und Westen wenige Meter nach dem vorigen, 0,8 km
- (Bach aus der Moosichklinge), von rechts und Westen nach Allfeld, 0,9 km
- Bartelsbächle, von links und Nordosten nördlich von Neudenau, 3,0 km und 4,8 km²
- (Bach aus der Mannsklinge), von rechts und Nordnordwesten auf 165,8 m ü. NHN[LUBW 2] westlich von Neudenau, 2,5 km
- Löchlesgraben, von rechts und Nordnordwesten bei Gundelsheim-Höchstberg, 0,8 km
- Mühlkanal Bachmühle, kurzer rechter Teilungslauf, 0,6 km

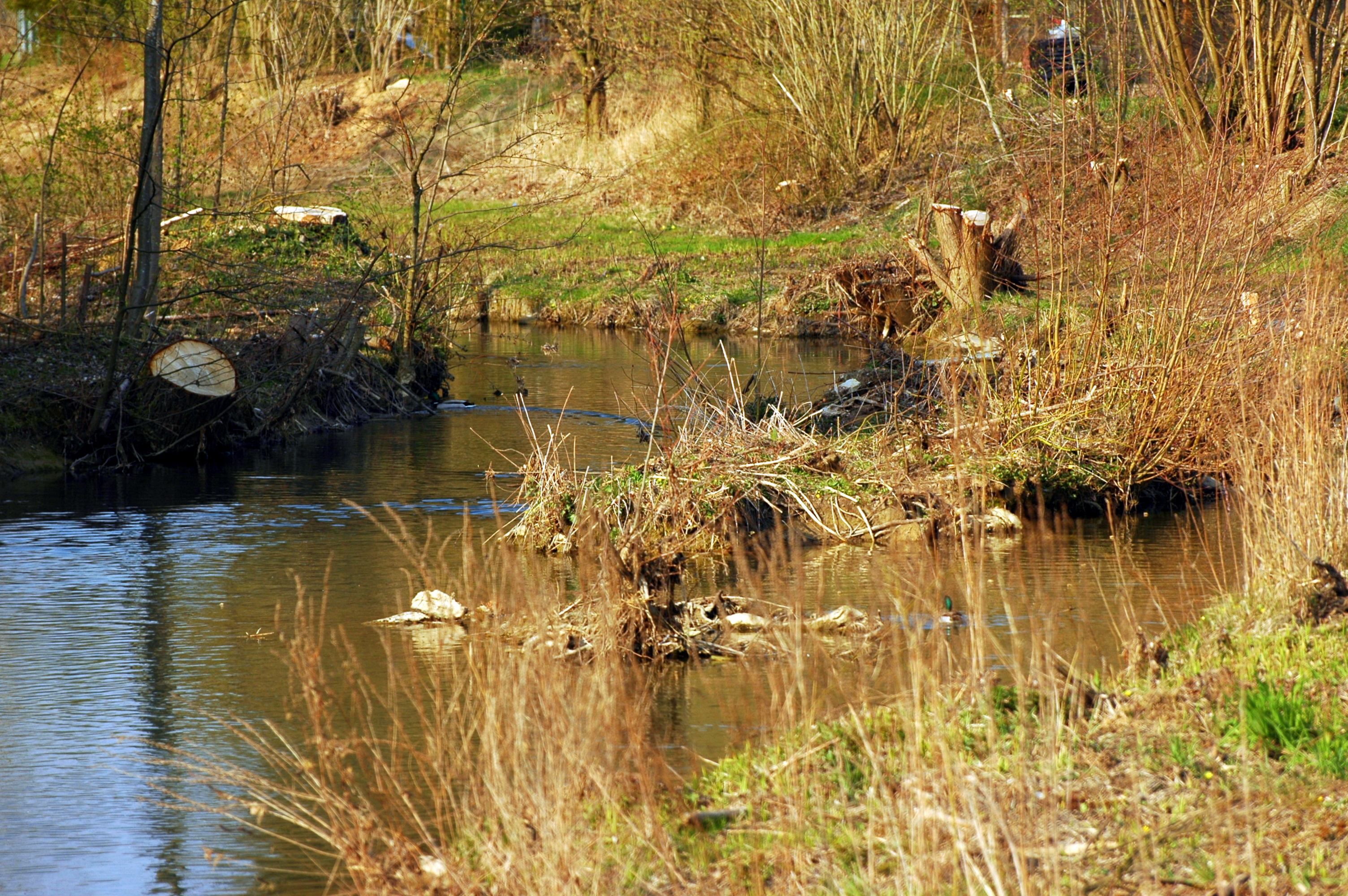
Schefflenz in Billigheim

## Hochwasserschutz
Nach den Hochwasserereignissen vom Dezember 1993 und Januar 1995 sahen sich die Gemeinden Billigheim und Schefflenz veranlasst, den Zweckverband Hochwasserschutz Schefflenztal zu gründen. Zum Schutz gegen ein 100-jährliches Hochwasserereignis wurden drei gebietlich wirksame Rückhaltebecken gebaut:
- Oberschefflenz-Zehntwiesen, Stauziel 47800 m³, gesteuertes Becken
- Mittelschefflenz-Schendelwiesen, Stauziel 44000 m³, gesteuertes Becken mit Wetterstation
- Katzental-Oberes Wiesental, Stauziel 152900 m³, gesteuertes Becken mit Wetterstation[8]

## Das Schefflenztal als Verkehrsweg
Die Verkehrsbedeutung des Schefflenztals ist vergleichsweise gering. Auf seiner gesamten Länge wird es von den Landesstraßen L520/L526 durchzogen und bei Oberschefflenz und Kleineicholzheim von der Bahnstrecke Neckarelz–Osterburken durchquert. Zwischen 1908 und 1965 erschloss die Schefflenztalbahn zusätzlich den Abschnitt von Oberschefflenz bis Billigheim.

### LUBW
Amtliche Online-Gewässerkarte mit passendem Ausschnitt und den hier benutzten Layern: Lauf und Einzugsgebiet der Schefflenz

Allgemeiner Einstieg ohne Voreinstellungen und Layer: Daten- und Kartendienst der Landesanstalt für Umwelt Baden-Württemberg (LUBW) (Hinweise)
1. 1 2  Höhe nach dem Höhenlinienbild auf dem Hintergrundlayer Topographische Karte.
2. 1 2 3 4 5  Höhe nach grauer Beschriftung auf dem Hintergrundlayer Topographische Karte.
3. 1 2  Länge nach dem Layer Gewässernetz (AWGN).
4. ↑  Einzugsgebiet nach dem Layer Aggregierte Gebiete 05.
5. 1 2  Seefläche nach dem Layer Stehende Gewässer.
6. ↑  Einzugsgebiet nach dem Layer Basiseinzugsgebiet (AWGN).
7. 1 2 3  Daten des Hochwasserrückhaltebeckens nach dem Layer Stauanlage.
8. ↑  Länge abgemessen auf dem Hintergrundlayer Topographische Karte.

### Andere Belege
1. ↑  Otto Klausing: Geographische Landesaufnahme: Die naturräumlichen Einheiten auf Blatt 151 Darmstadt. Bundesanstalt für Landeskunde, Bad Godesberg 1967. → Online-Karte (PDF; 4,3 MB)
2. ↑  Horst Mensching, Günter Wagner: Geographische Landesaufnahme: Die naturräumlichen Einheiten auf Blatt 152 Würzburg. Bundesanstalt für Landeskunde, Bad Godesberg 1963. → Online-Karte (PDF; 5,3 MB)
3. ↑  Josef Schmithüsen: Geographische Landesaufnahme: Die naturräumlichen Einheiten auf Blatt 161 Karlsruhe. Bundesanstalt für Landeskunde, Bad Godesberg 1952. → Online-Karte (PDF; 5,1 MB)
4. ↑  Wolf-Dieter Sick: Geographische Landesaufnahme: Die naturräumlichen Einheiten auf Blatt 162 Rothenburg o. d. Tauber. Bundesanstalt für Landeskunde, Bad Godesberg 1962. → Online-Karte (PDF; 4,7 MB)
5. ↑  Hochwasservorhersagezentrale, Landesanstalt für Umwelt Baden-Württemberg
6. ↑  Albrecht Greule: Deutsches Gewässernamenbuch. Walter de Gruyter, Berlin / Boston 2014, ISBN 978-3-11-057891-1, S. 466 f., „Schefflenz“ (Auszug in der Google-Buchsuche).
7. ↑  Verbandssatzung Zweckverband Hochwasserschutz Schefflenztal  (PDF; 52 kB), abgerufen am 16. Juli 2013
8. ↑  Messwerte Rückhaltebecken Zweckverband Hochwasserschutz Schefflenztal , abgerufen am 16. Juli 2013